# Crocidura thomensis
Crocidura thomensis là một loài động vật có vú trong họ Chuột chù, bộ Soricomorpha. Loài này được Bocage mô tả năm 1887.